# Ámbar Díaz
Ámbar Díaz (n. Caracas, Venezuela; 6 de junio de 1982)  es una actriz venezolana que trabajó por 10 años en RCTV, iniciándose en la serie juvenil Hoy te vi junto a Chantal Baudaux y Sandy Olivares. Su última aparición fue en Los misterios del amor de Venevisión en el 2009.

## Biografía
Hija de José Antonio Díaz y Carmen Maria Arias, Ámbar nació en Caracas. Con tan solo 4 años inicia su carrera en la televisión en la telenovela "Aquella muchacha de ojos color café" y luego en la telenovela "Amor de abril". En 1998 vuelve a RCTV en Hoy te vi siendo Josefina Serrano. Después de esto vinieron éxitos como La mujer de Judas, La soberana, Trapos íntimos y Toda una dama, con Los misterios del amor, que fue su última actuación tras haber cumplido 11 años en la industria.
Ámbar Díaz, también ha tenido la oportunidad de participar en teatro en las obras: “Cleopatra y el Niño Faraón”, junto al grupo Teatro Colibrí de José Manuel Ascensao, sobre las tablas del Caracas Theater Club; y “Casa en Orden” de Benjamín Cohen, que se presentó en el Teatro Escena 8.
Paralelamente a sus estudios y a su carrera profesional, Ámbar se ha preparado académicamente en diversos talleres y cursos. En la Academia de Cine y Televisión de RCTV se instruyó en Voz y Dicción con la profesora Felicia Canetti, en Expresión Corporal con la profesora Morelia González, en Método de Actuación Stanislavsky, dictado por el profesor Carlos Ospino; en Memorización Orgánica con el profesor Ibrahim Guerra; allí mismo realizó el Curso de actuación del profesor y actor Flavio Caballero. Mientras que en la UCV tomó el Curso de Actuación y Dirección del profesor Carlos Sánchez, y materia histriónica también recibió clases de los profesores Antonio Cuevas y Renato Gutiérrez.

## Telenovelas
| Televisión/Serie       | Personaje                      | Canal                           | Año       | País      |
| ---------------------- | ------------------------------ | ------------------------------- | --------- | --------- |
| Los misterios del amor | Zuleyma                        | Venevisión                      | 2009      | Venezuela |
| Toda una dama          | Deyanira Blanco "La Cachorra"  | RCTV Internacional              | 2007-2008 | Venezuela |
| Dr. G y las mujeres    | Dolores Grandes                | RCTV                            | 2007      | Venezuela |
| Por todo lo alto       | Dulce María Hidalgo            | RCTV                            | 2006      | Venezuela |
| Negra consentida       | Estela Aristiguieta Marthan    | RCTV                            | 2004-2005 | Venezuela |
| La Cuaima              | Yamileth Cáceres Rovaina       | RCTV                            | 2003      | Venezuela |
| La mujer de Judas      | Petunia López-Redill           | RCTV                            | 2002      | Venezuela |
| Trapos íntimos         | Sabrina                        | RCTV                            | 2002-2003 | Venezuela |
| La soberana            | Teresa "Teresita" Mesías       | RCTV                            | 2001      | Venezuela |
| Hay amores que matan   | María Solita                   | RCTV                            | 2000      | Venezuela |
| Mujer secreta          | Yuraima                        | RCTV                            | 1999      | Venezuela |
| Hoy te vi              | Josefina "Fefi" Serrano        | RCTV                            | 1998      | Venezuela |
| Capital Humano         | Gerente de Atracción y Talento | Archivo:Bancaribe.png Bancaribe | 20xx      | Venezuela |